# リパブリック航空 (1979–1986年)
リパブリック航空（英語: Republic Airlines）は、1979年から1986年まで運航していた、アメリカ合衆国の航空会社。1986年にノースウエスト航空に買収された。キャッチコピーは"Nobody Serves Our Republic Like Republic"だった。

## 歴史
リパブリック航空は1979年7月、1944年にミネアポリスに設立されたノースセントラル・エアラインズと、1943年にアトランタで設立されたサザン航空が合併して誕生した。DC-9を中心に運航し、それぞれ中東部・南部を中心にネットワークを構築していた両社の合併はきわめて合理的なものであった。翌年の1980年にはカナダへ多数の路線を開設し、さらにアメリカ西部に路線網を展開していたヒューズ・エア・ウエストを買収。全米をカバーする路線網を構築した。
しかし、1978年の航空規制緩和後の激しい競争の中で同社のコスト高や航空管制官のストライキの影響で業績は悪化し、1983年には1億ドル以上もの赤字を計上してしまった。このため経営陣は交替し、コンチネンタル航空の元社長ステファン・ウルフが新社長となった。
ウルフは路線網の見直しや人件費の削減などのリストラを進め、ミネアポリス、デトロイト、メンフィスの3つのハブ空港を中心としたハブ・アンド・スポークの構築、リージョナル路線の強化、マイレージサービスの導入などを図った。これらの改革によって、1984年には約3億ドルの収益を上げたリパブリック航空は全米でも第7位の航空会社となった。同年には新しいCIも導入され、機材も最新のボーイング757の導入を決定するなど、三社の合併によって成立した同社はひとつのまとまった航空会社として成功を収めつつあった。
しかし1986年7月、ノースウエスト航空が8億4000万ドルという大規模な金額でのリパブリック航空買収を発表した。国際線のアジア太平洋路線では強い基盤を有していたノースウエスト航空だったが国内線での基盤は弱く、全米110都市に乗り入れ、カナダ路線も有するリパブリック航空の路線網はノースウエスト航空にとっては魅力的であったのだ。合併に際しては独占禁止法に触れるとして司法省は反対したが運輸省がこれを認めたため、買収・合併が成立。これによってノースウエスト航空は全米第5位の大手航空会社となり、またそれまで使用していた「ノースウエスト・オリエント航空」の商号をノースウエスト航空に改めている（正式社名は元々ノースウエスト航空）。
こうしてリパブリック航空は消滅し、リパブリック航空を買収したノースウエスト航空も2008年にはデルタ航空と合併したが、リパブリック航空が構築した3つのハブ空港のうち、ミネアポリスとデトロイトは現在でも新生デルタ航空（ミネアポリスは元々ノースウエストのハブ空港でもあったが）の重要なハブ空港となっている。メンフィスのハブ機能は2013年に廃止された。

## 所有していた主な機材
- ダグラスDC-9
- マクドネル・ダグラスMD-82
- ボーイング727
- ボーイング757
- コンベア580

- コンベア580
- DC-9
- MD-82
- ボーイング727
- ボーイング757